# Cyrtopogon tenuis
Cyrtopogon tenuis är en tvåvingeart som beskrevs av Stanley Willard Bromley 1924. Cyrtopogon tenuis ingår i släktet Cyrtopogon och familjen rovflugor.
Artens utbredningsområde är Maine. Inga underarter finns listade i Catalogue of Life.